# Selim Ishmaku
Selim Ishmaku, född 1951, död 27 oktober 2010, var en albansk instrumentalist, musiker och dirigent vid Radio Televizioni Shqiptar (RTSH), mest känd för sina uppdrag vid Festivali i Këngës. 
Ishmaku jobbade från år 2000 för RTSH som instrumentalist, kompositör och dirigent vid Festivali i Këngës. Han inledde sin karriär som violinist vid arméns ensemble.
Ishmaku avled i oktober 2010 i sviterna av en längre tids sjukdom (cancer). Månader innan han avled hade han opererats i Tyskland. I december året innan han avled hade han varit artistisk direktör vid Festivali i Këngës 48, som blev hans sista uppdrag i tävlingen.